# Carlos Velo
Carlos Velo Cobelas (Cartelle, Orense, 15 de noviembre de 1909 – Ciudad de México, 1 de marzo de 1988) fue un cineasta español, exiliado a raíz de guerra civil española en México, donde se convirtió en figura llave del cine mexicano.

## Biografía
Nació en Cartelle, en la provincia de Orense, donde su padre ejercía de médico. De niño, se trasladó a la ciudad de Orense a estudiar el Bachillerato y después Magisterio. En esta época conoció a Vicente Risco y de su mano se empapó de galleguismo. Brotó también en estos años su doble vocación por la biología y por el cine.
Por decisión familiar se trasladó a Madrid para realizar la carrera de Medicina, pero Velo se decantó por la Biología. Consiguió la licenciatura en 1932, y se inició en la investigación bajo la dirección de Cándido Bolívar Pieltáin, quien también terminaría sus días exiliado en México. Impartió en la Universidad Central de Madrid las asignaturas de entomología y ciencias naturales. 

## Inicio en el cine documental
Curiosamente, desde su especialización como biólogo entró en contacto con el mundo profesional del cine, pues fue Velo el encargado de suministrarle a Luis Buñuel las hormigas rojas que precisaba en la filmación de Un perro andaluz.
Velo conoció a través de las sesiones de cine de la Residencia de Estudiantes la obra de Robert Flaherty, Eisenstein, Pudovkin, Vertov y Alexandr Dovzhenko. Entusiasmado con sus descubrimientos fundó en 1933, y dirigió, el cineclub de la FUE (Federación Universitaria Escolar). De ahí venía su conocimiento personal de Federico García Lorca. La repetida visión y estudio de El acorazado Potemkin marcó para siempre jamás su vocación por el cine, adentrándose en la técnica cinematográfica de la mano de Fernando Gutiérrez Mantilla. Experimentó con la fotografía utilizando una pequeña cámara Leica. 
En 1934 realizó su primer documental, Almadrabas, al que iba a seguir Infinitos en 1935, con música de Rodolfo Halffter. Realizó luego Felipe II y El Escorial durante unas vacaciones en su tierra, Galicia. Cuando este documental se exhibió en la Exposición Internacional de París recibió el primer premio y el diploma de un jurado que presidía Luis Buñuel.
Al inicio de la Guerra Civil se encontraba en Segovia preparando las oposiciones a la cátedra de Ciencias Naturales. Marchó para Cartelle pensando en huir con su mujer Marylín Santullano a Portugal. Desistió del plan y por azar terminó en el Marruecos francés filmando, por espacio de seis meses, Yerbala. En febrero de 1939, con un salvoconducto del ejército republicano, pasó a Francia como refugiado, siendo internado en el campo de concentración de Saint Cyprien-Josafat.

## Exilio en México
Junto con su mujer, gracias a los hermanos Susana y Fernando Gamboa, embarcó rumbo a México en el vapor Flandre. En la capital mexicana, se reunió en la casa del pintor Siqueiros con otros intelectuales españoles. Impartió clases de Biología General en el Instituto Politécnico Nacional, recién inaugurado por el presidente Lázaro Cárdenas y se nacionalizó mexicano.
En el número 6 de la revista España Peregrina, de julio de 1940, publica Galicia, paisaje de sangre. Realizó también varias colaboraciones sobre temas de cine para la revista Romance. En 1942 colaboró en la fundación de la revista Saudade, junto a Florencio Delgado Gurriarán, Xosé Caridad Mateo y Ramiro Isla Couto. Se convirtió en miembro de la Unión de Profesores Universitarios Españoles que dirigía en México desde 1943 el científico Ignacio Bolívar. Prosiguió con la docencia en distintos centros hasta que en 1944 decidió abandonar el trabajo afectado de una fuerte depresión que le causó la súbita muerte de su mujer.

## En el cine, de nuevo
Recuperó los ánimos sumergiéndose en el cine. En 1944 ganó como coguionista un Premio Ariel por Entre hermanos. Se ocupó desde 1946 hasta 1953 de la dirección del Noticiero Mexicano EMA y realizó los documentales México eterno, México incógnito e Historia de México. Conoció en 1952 al productor yucateco Manuel Barbachano Ponce con el que realizó el cortometraje Telerrevista. 
Cuando al año siguiente los hermanos Barbachano fundaron Teleproducciones, Velo pasó a ocupar el cargo de director técnico. Desarrolló para Barbachano el proyecto Cine Verdad y pusieron en marcha el proyecto Raíces de la autoría de Velo, pero que por problemas sindicales firmaría Benito Alazraki. Con Raíces obtuvo el Premio de la Crítica en el Festival Internacional de Cannes en 1953. 
Para Fernando Gamboa realizó un gran documental sobre la pintura mural mexicana (Pintura mural mexicana. Retrato de un pintor, sobre Diego Rivera y Arte público, dedicado a David A. Siqueiros).
Participó en diversas actividades alentadas por los exiliados. Fue, en 1949, uno de los socios fundadores del Ateneo Español de México. Identificado con la causa galleguista, fue uno de los fundadores en 1953 del Patronato de la Cultura Gallega (en el cual se sumará a la línea más radical representada por Luis Soto) y en 1958 alentó, siendo presidente del Patronato, la aparición de la revista Vieiros que integró también a Florencio Delgado Gurriarán, Luis Soto y Elixio Rodríguez. Antes, en 1956, había enviado al Primer Congreso de la Emigración de Buenos Aires su propuesta para la creación de un Centro Cinematográfico Gallego. Realizó también un documental sobre la pintura de su amigo Arturo Souto. Es de destacar que el primer número de Vieiros codirigido por Carlos Velo, Florencio Delgado Gurriarán y Luis Soto salió en 1959. Un segundo número, codirigido por los mismos, salió en 1962. En el tercero, de 1965, Florencio Delgado fue sustituido por Xosé Caridad Mateo. El último número de Vieiros salió en primavera de 1968.
En 1956 dirigió, para la productora de Barbachano, su primer largometraje, Torero, trasunto cinematográfico de la biografía de Luis Procuna, con la que recibe otros premios en Venecia y Cannes y una preselección para el Oscar. Desde su puesto en Teleproducciones colaboró de manera decisiva en Nazarín (1958) de Buñuel y en Sonatas (1959) de Juan Antonio Bardem. A petición de Alfredo Guevara participó en la creación del Instituto Cubano de Arte e Industria Cinematográfica (ICAIC). En 1960, también con Barbachano, asumió el desafío de llevar al cine Pedro Páramo, la novela de su amigo Juan Rulfo. Carlos Fuentes colaboró en el guion, ayudándole a recrear la atmósfera del universo rulfiano. El mismo Rulfo colaboró en la localización de paisajes en los estados de México y Hidalgo. La película se estrenó en 1966 sin que Velo se considerase satisfecho del resultado a pesar de que la crítica alaba la cuidada técnica y la fotografía en blanco y negro. La polémica que rodeó la presentación del film le llevó a un cine más comercial.
Para la productora de su segunda mujer, Angélica Ortiz, realizó Don Juan 67, 5 de chocolate y 1 de fresa, Alguien nos quiere matar y El medio pelo. Volvió después de nuevo al documental. En 1971 dirigió el Centro de Producción de Cortometraje desde el que impulsó una honda renovación del cine mexicano. En 1975 pasó a dirigir el Centro de Capacitación Cinematográfica, aceptándose su propuesta de nombrar a Buñuel Presidente honorario del mismo. 
Seguía realizando documentales como Universidad comprometida, en el cual incluyó el discurso de Salvador Allende a los estudiantes de la Universidad de Guadalajara en diciembre de 1972. Este cortometraje fue premiado en el Festival de Cine Iberoamericano de Huelva. Filmó también Homenaje a León Felipe y Cartas de Japón.

## Resonancia
Desde España, si bien muy tarde, comenzaron a llegarle los reconocimientos. En 1976 la Filmoteca Española le tributó un homenaje. Pero, antes del reconocimiento pleno a un lado y otro del Atlántico, Velo habría de pasar serias dificultades. En el sexenio del presidente José López Portillo fue injustamente acusado, como luego se demostró, de fraude en la gestión de fondos públicos. Los cuatro meses pasados en la cárcel menguaron su salud. Velo fue reivindicado públicamente en el sexenio de gobierno del presidente Miguel de la Madrid, que en 1984 lo nombró subdirector de medios audiovisuales en el Consejo Nacional de Ciencia y Tecnología.
Comenzada la década de 1980, el Ministerio de Cultura del gobierno español, presidido por Felipe González, le encargó una serie de cortometrajes, finalmente editados en vídeo, sobre los republicanos exiliados en México. Velo realizó Tres pintores y Pintura y poesía. En 1983 recibió de la Junta de Galicia el premio «Maestro Mateo». Después de su muerte en México, en su memoria la Consejería de Cultura de la Junta de Galicia constituyó en 1989 el Premio de Guiones «Carlos Velo».

## Filmografía (incompleta)

### Cortometrajes documentales
- Almadrabas (1934), codirector y guionista.
- En un lugar de Castilla (1934), director y guionista.
- La ciudad y el campo (1934), director y guionista.
- Felipe II y El Escorial (1935), codirector y guionista.
- Infinitos (1935), codirector y guionista.
- Castillos en Castilla (1935), codirector y guionista.
- Galicia y Compostela (1935), codirector y guionista.
- Tarraco Augusta (1935), codirector y guionista.
- Saudade (1936), codirector y guionista.
- Yebala (1937), director.
- Galicia (1937), director.
- Los que sí y los que no (1972), director, productor y guionista.
- El rumbo que hemos elegido (1972), director, productor y guionista.
- Cartas a Japón (1973), director, productor y guionista.
- A la mitad del camino (1973), director, productor y guionista.
- Baja California: Último paraíso (1973), director, productor y guionista.
- Baja California: Paralelo 28 (1973), director, productor y guionista.
- Forum de Roma (1974), director, productor y guionista.
- Laberinto (1975), director, productor y guionista.
- El pueblo maya (1983), director, productor y guionista.

### Largometrajes documentales
- Romancero marroquí (Der Stern von Tetuan) (1939), codirector.
- Torero (1956), director y guionista.

### Largometrajes de ficción
- Entre hermanos (1944), guionista.
- Raíces (1953), guionista.
- Chistelandia (1958), codirector.
- Vuelve Chistelandia (1958), codirector.
- La Nueva Chistelandia (1958), codirector.
- Nazarín (1958), consejero de producción.
- Sonatas (Aventuras del marqués de Bradomín) (1959), productor.
- Don Juan 67 (1966), director y guionista.
- Pedro Páramo (1969), director.
- Secreto eterno (1966).
- 5 de chocolate y 1 de fresa (1967) director y guionista.
- El medio pelo (1970) director y guionista.
- Alguien nos quiere matar (1977) director y guionista.

## Premios y nominaciones
Festival Internacional de Cine de Venecia
| Año  | Categoría        | Película | Resultado |
| ---- | ---------------- | -------- | --------- |
| 1956 | Mención especial | Torero   | Ganador   |